# Hotel New York (Anouk)
Hotel New York is het vierde studioalbum van Anouk uit 2004.
Anouk schreef dit album in Rotterdam, in een kamer van Hotel New York op de Wilhelminapier.

## Singles van dit album
- Girl - NL 2
- Lost - NL 2
- Jerusalem - NL 20
- One Word - NL 4

## Personeel[1]
- Gitaar: Leendert Haaksma en Martijn van Agt
- Basgitaar: Michel van Schie
- Drums: Hans Eijkenaar
- Toetsen: Ronald Kool
- Producer: Clif Norrell en Anouk
- Opnametechniek: John Sonneveld
- Mix: Tony Maserati
- Masteraar: Herb Powers jr.